# Lothar Metz
Pour les articles homonymes, voir Metz (homonymie).
Lothar Metz est un lutteur allemand né le 16 janvier 1939 à Meerane et mort le 23 janvier 2021 à Rostock, ayant représenté l'Équipe unifiée d'Allemagne puis l'Allemagne de l'Est lors de trois éditions des Jeux olympiques. Il est spécialisé en lutte gréco-romaine.

## Palmarès

### Jeux olympiques
Représentant l'Équipe unifiée d'Allemagne :
- Médaille d'argent dans la catégorie des moins de 79 kg en 1960 à Rome
- Médaille de bronze dans la catégorie des moins de 79 kg en 1964 à Tokyo

Représentant l'Allemagne de l'Est :
- Médaille d'or dans la catégorie des moins de 79 kg en 1968 à Mexico[2]